# Upplands runinskrifter 398
Upplands runinskrifter 398 är en vikingatida runristad gravhäll som hittades vid Sankt Pers kyrkoruin, Sigtuna och Sigtuna kommun. Stenen omtalades första gången 1866 då den låg utanför ingången till kyrkan. Stenen är en gravhäll och möjligen hittades den på sin ursprungliga plats. U 398 är avbruten på mitten och den sammanlagda längden är 1,1 meter. Bredden är mellan 0,5 och 0,6 meter. Förutom några bevarade runor finns också resterna av ett ristat kors på stenen. Den förvaras på Sigtuna museum.

## Inskriften
Translitterering av runraden:
... ...r · tufa · fa... ... ...
Normalisering till runsvenska:
... [æfti]ʀ Tofa, fa[ður sinn] ...
Översättning till nusvenska:
... efter Tove, sin fader ...